# シリル・デプレ

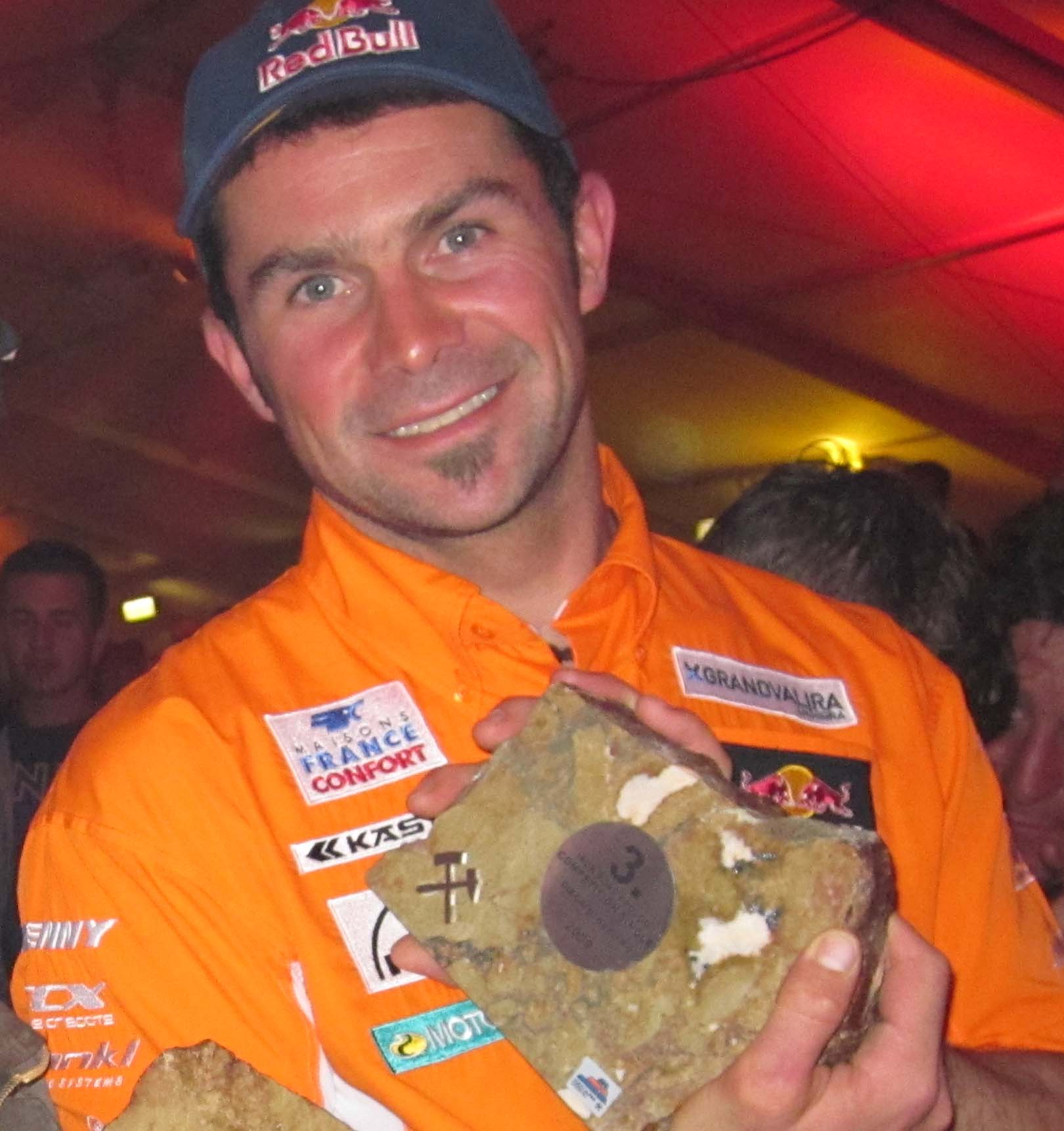
2009年

シリル・デプレ（Cyril Despres 1974年1月24日 - ) は、フランスのオフロードレーサー。姓は「デスプレ」「デュスプレ」「デュスプリ」「デスプレス」などの表記揺れがある。
トライアル、エンデューロ、ラリーレイド（二輪/四輪）で活躍し、ダカール・ラリーの二輪部門を5度制覇した。

## 経歴

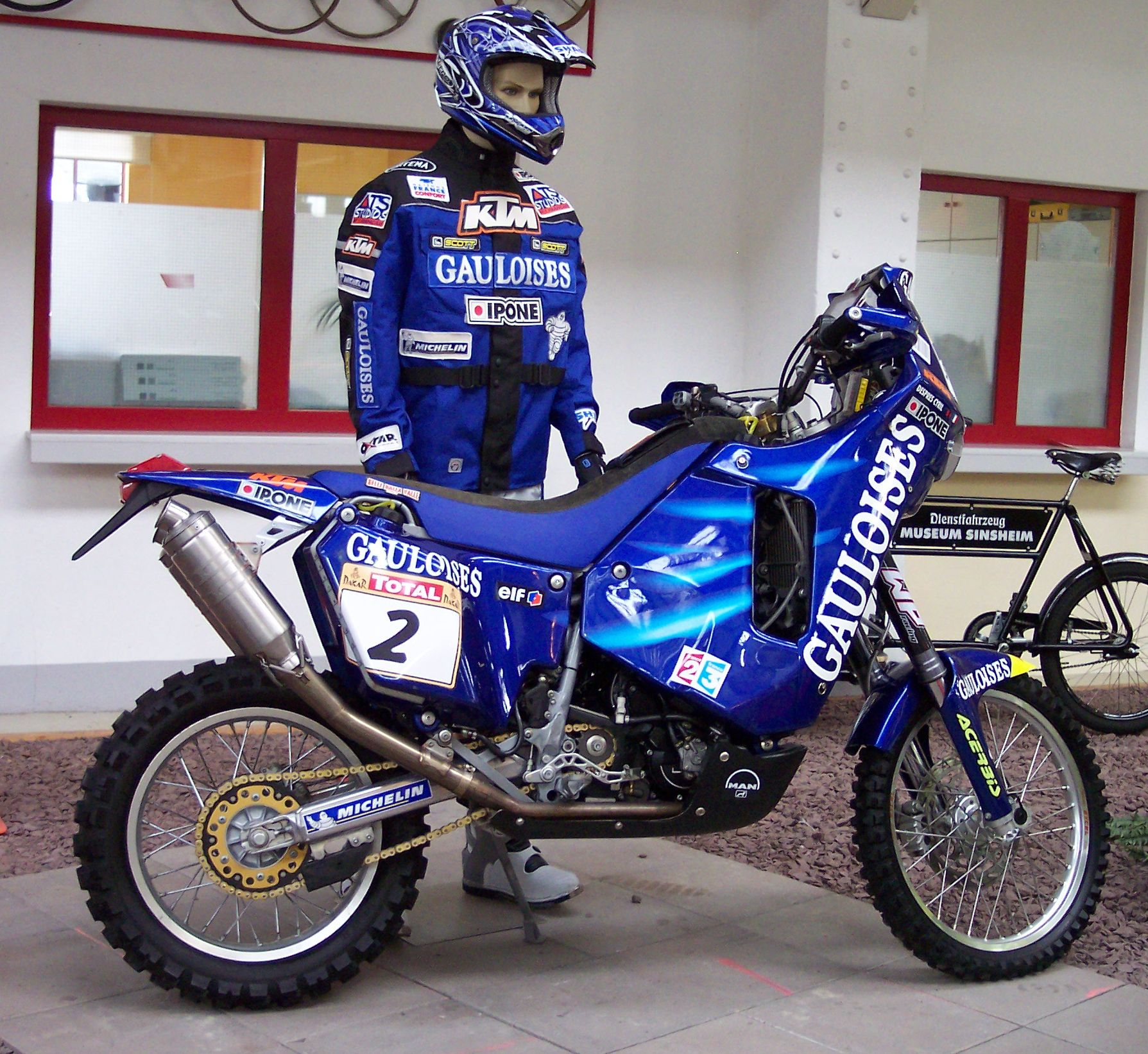
2005年マシンのKTM・660ラリー。ゴロワーズのカラーリングが特徴。

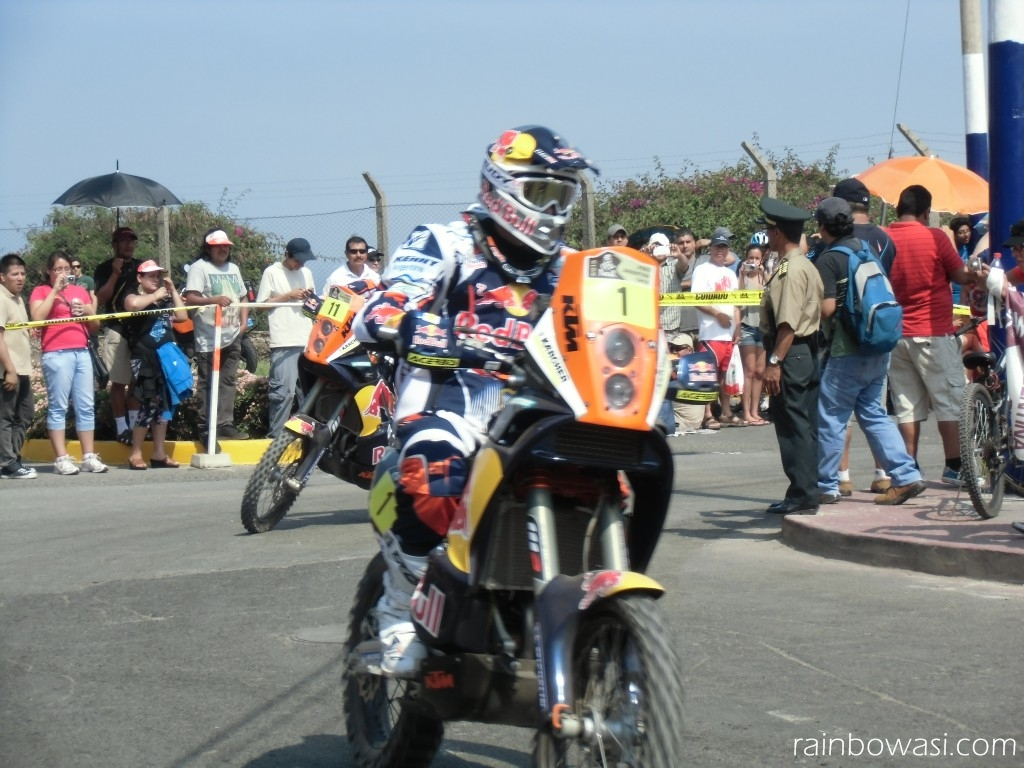
2013年ダカールにて。

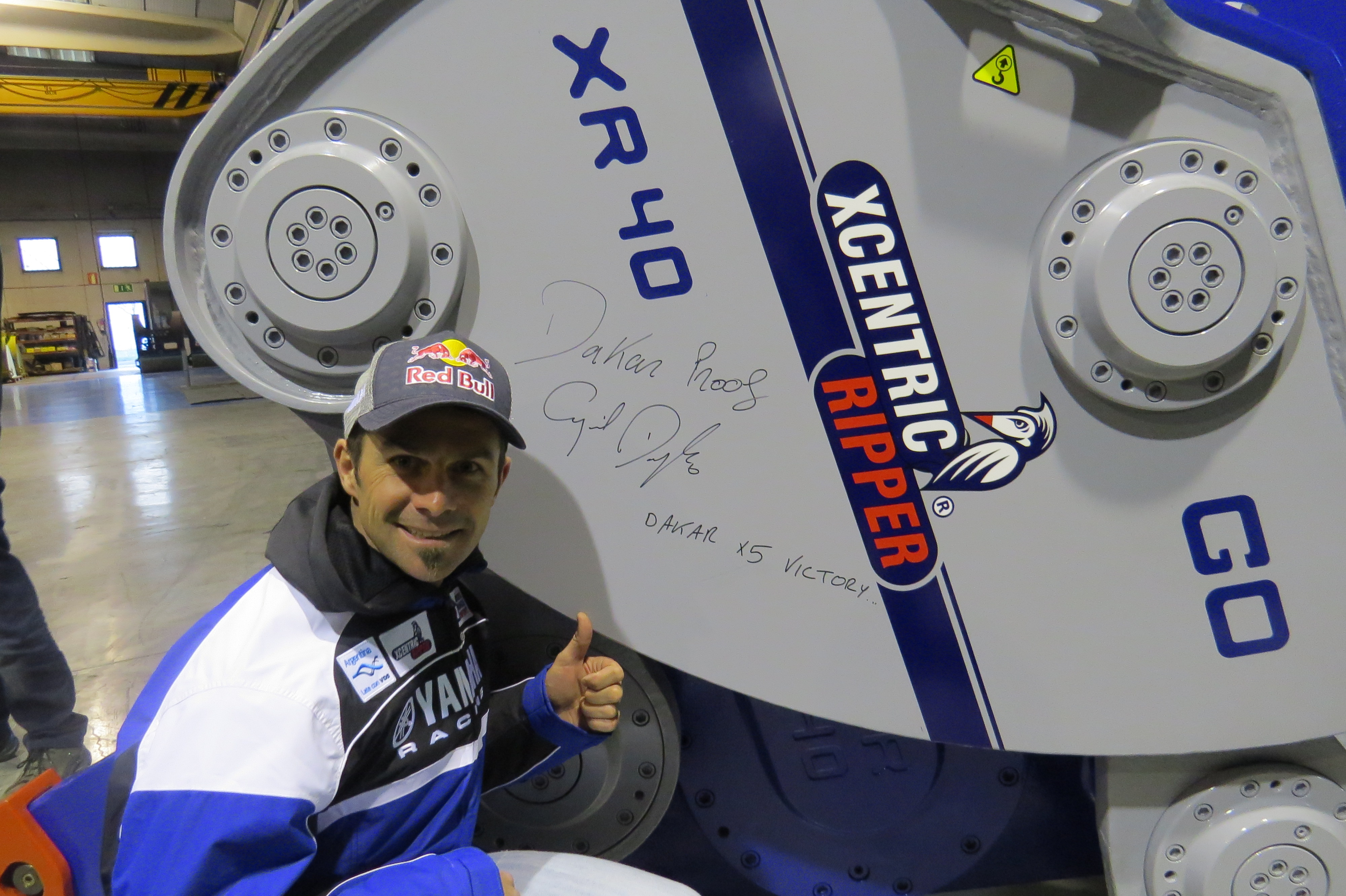
2014年ヤマハ加入時。

レストラン経営者の両親の下に生まれる。フランス人トライアルライダーのパスカル・クトゥリエに憧れ、13歳の時両親に内緒でパリヘ行き、バイクを購入した。10年間トライアルを経験した後に1998年にホンダのマシンでエンデューロデビューし、その年にフランスエンデューロ王者となる。
2000年にホンダのバイクでダカール・ラリーにデビューし16位で完走。この時軍資金を稼ぐため、友人のミシェル・ガウとともに、ダカール・ラリーのルートが描かれたラベルの期間限定ワインを6000本売った。
2001年はBMW、2002年にKTMへと転じ、以降2013年までKTMで戦った。
2003年は4週間前に鎖骨を骨折したにもかかわらず出場。リシャール・サンクにわずか7分差で敗れたが、ディフェンディング王者のファブリツィオ・メオーニを上回り総合2位を獲得した。2004年はナニ・ロマとサンクに次ぐ総合3位となった。ロマが四輪へ転向し、サンクとメオーニが事故死した後の2005年ダカールでデプレは初の総合優勝を達成した。
その後デプレは同じKTMでスペイン人のマルク・コマと激闘を繰り広げ、00年代〜2010年代前半の二輪部門を彩どった。デプレは2005年、2007年、2010年、2012年、2013年の通算5回の総合優勝を果たした。これはコマ、そして同じフランス人のシリル・ヌヴーに比肩する、歴代2位タイの記録である。また二輪部門でアフリカ開催・南米開催の両方を制したのはデプレとコマだけである。
2006年はステージ6のクラッシュで肩を脱臼し、コマに敗れはするものの総合2位でフィニッシュした。2007年大会は何度もマシントラブルに見舞われるも、猛プッシュでタイムを縮め続けて2番手に戻り、終盤ステージ13でコマがクラッシュしリタイアするという印象的な大逆転勝利を収めた。
デプレはハードエンデューロでも活躍し、2002・2003年にレッドブル・エルズベルグロデオ、2004・2005・2007年にレッドブル・ルーマニアクスでも総合優勝を果たしている。
2014年はヤマハから参戦し総合4位。これが最後の二輪挑戦となった。二輪部門での通算ステージ優勝はペテランセルと同じ1位タイ記録となる33回であった。
翌2015年にコマも優勝してダカールを去ったことで、二輪部門のデプレ・コマによる支配の時代は終わりを迎え、群雄割拠の時代へと突入する。
2015年にデプレは、四輪でダカールに復帰したプジョー・スポールへと加入。カルロス・サインツ、セバスチャン・ローブ、ステファン・ペテランセルといった豪華な同僚たちと轡を並べ、二輪駆動の2008 DKR/3008 DKRで戦ったが、2017年に総合3位に入った以外は結果を残せなかった。ステージ勝利は2017年、2018年に1度ずつ記録できたが、ペテランセルのサポートに回る場面が多かった。

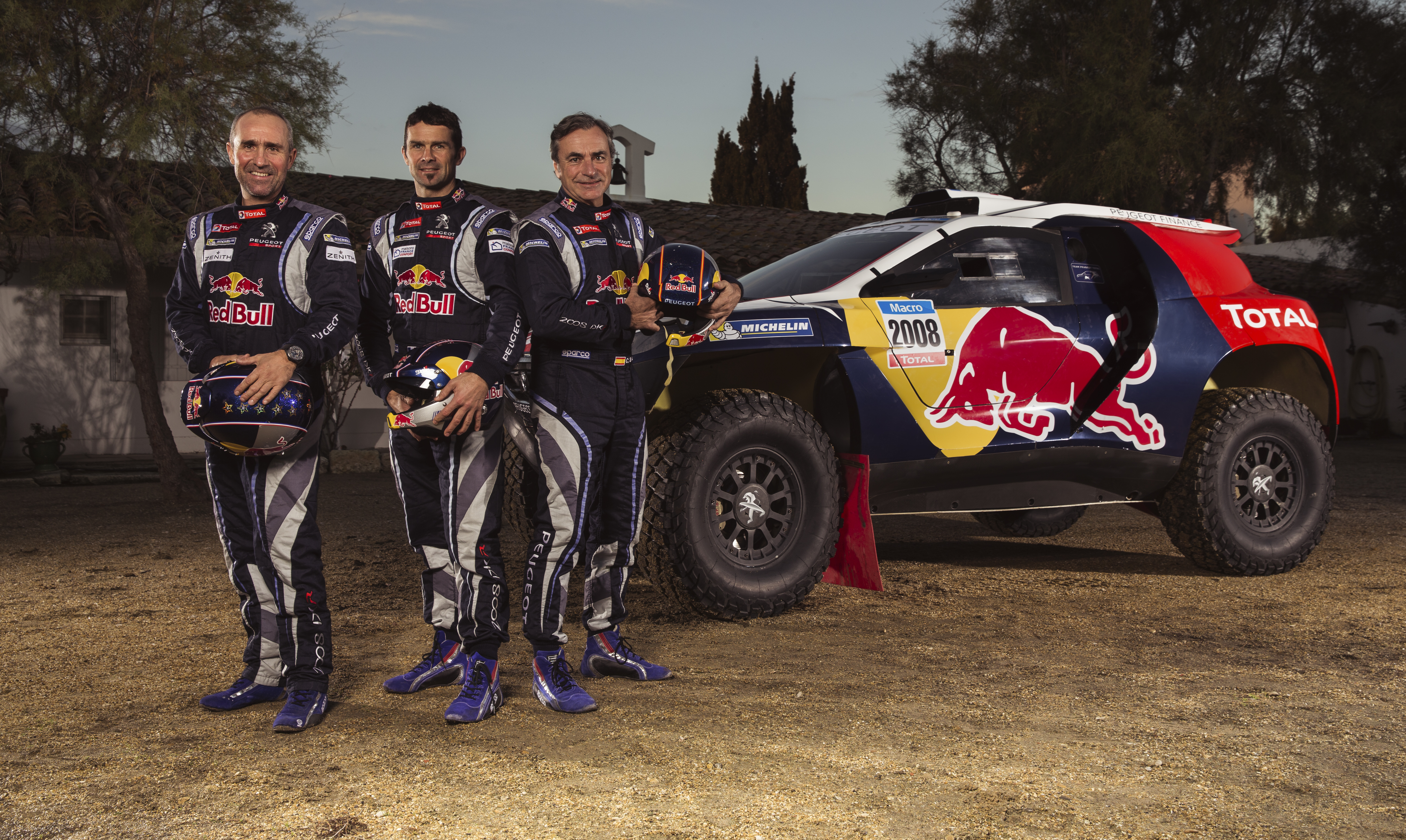
2015年ダカールに向けてのプジョー加入時（中央）

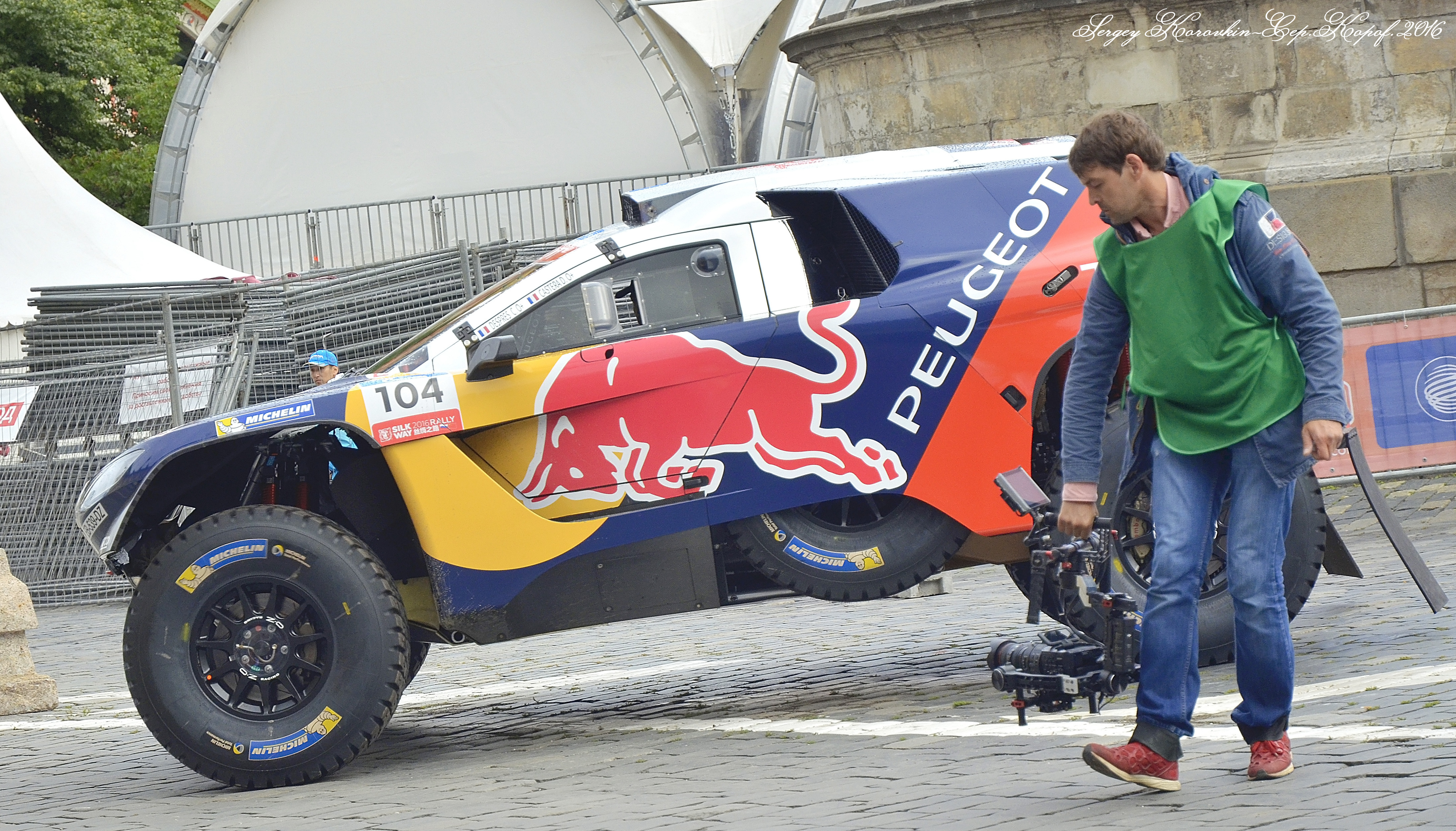
2016年シルクウェイ・ラリー

一方で2016、2017年とダカールを凌ぐ距離を走ったシルクウェイ・ラリーでは、プジョーで2年連続総合優勝を果たしている。
ナビは2015年は元二輪ライダーで、三菱・パジェロ軍団の栄光を支えたジル・ピカード、2016〜2018年は二輪時代のライバルかつ友人で、ダカール運営（ASO）のスポーツディレクターを務めたデビット・カステラであった。
2019年はプジョーが撤退したため、サインツ・とペテランセルとともにX-raidでMINI・JCWバギーをドライブ。総合5位完走。カステラはASOの要職に戻り、ナビはペテランセルの元相棒でナビの最多勝利記録を持つジャン＝ポール・コトレが就いた。またアブダビ・デザート・チャレンジへはスペイン人でナニ・ロマとも組んだダニエル・オリベラスをナビとした。デプレはアンドラ公国在住でカタルーニャ語が喋れるため、オリベラスとのコミュニケーションは不自由しなかったという。
2020年はレッドブル・オフロードチームUSAから（SxS）部門で若手指導役として参戦。ナビはスイス人冒険家のマイク・ホーン。TOYOTA GAZOO Racingのダカール活動にも関わっているオーバードライブ・レーシングが開発した、軽量プロトタイプのOT3バギーをドライブした。デプレは役目通り後輩たちの指導と支援に周り、第7ステージでエンジントラブルに遭ったミッチェル・ガスリーJr.に完走できるようにと、デプレとホーンはエンジンを譲ってリタイア。ガスリーJr.は期待に応え、その後ステージ2勝を挙げて完走した。
2021年はPHスポールの支援を受けつつ、将来水素自動車化での参戦を目論む『GEN Zプロジェクト』に参画。情報収集するために、かつて使っていたディーゼルエンジンのプジョー・3008 DKRにデータロガーを搭載してドライブした。2021年は10位で完走した。
2022年はマシンはそのまま、ナビはブライアン・バラグワナスの元ナビで南アフリカ出身の女性のテイ・ペリーに交代。デプレはフランス語話者、ペリーは英語話者であったため、コミュニケーションは少々難儀したという。チームはレベリオン・レーシングとのジョイント体制になった。19位で完走した。
2023年ダカールは参戦しておらず、ハスクバーナの企画で、プロトタイプのデュアルパーパス（ノルデン901）に乗って、ホーンとともに世界各国を冒険している。